# Neuendorf (Teistungen)
Neuendorf is een deel van de gemeente Teistungen in het district Eichsfeld in de Duitse deelstaat Thüringen. Neuendorf ligt aan de Uerdinger Linie, in het gebied waar traditioneel het Nederduitse dialect Oostfaals wordt gesproken. Neuendorf ligt tussen Glasehausen en Berlingerode, niet ver van de grens met Nedersaksen.

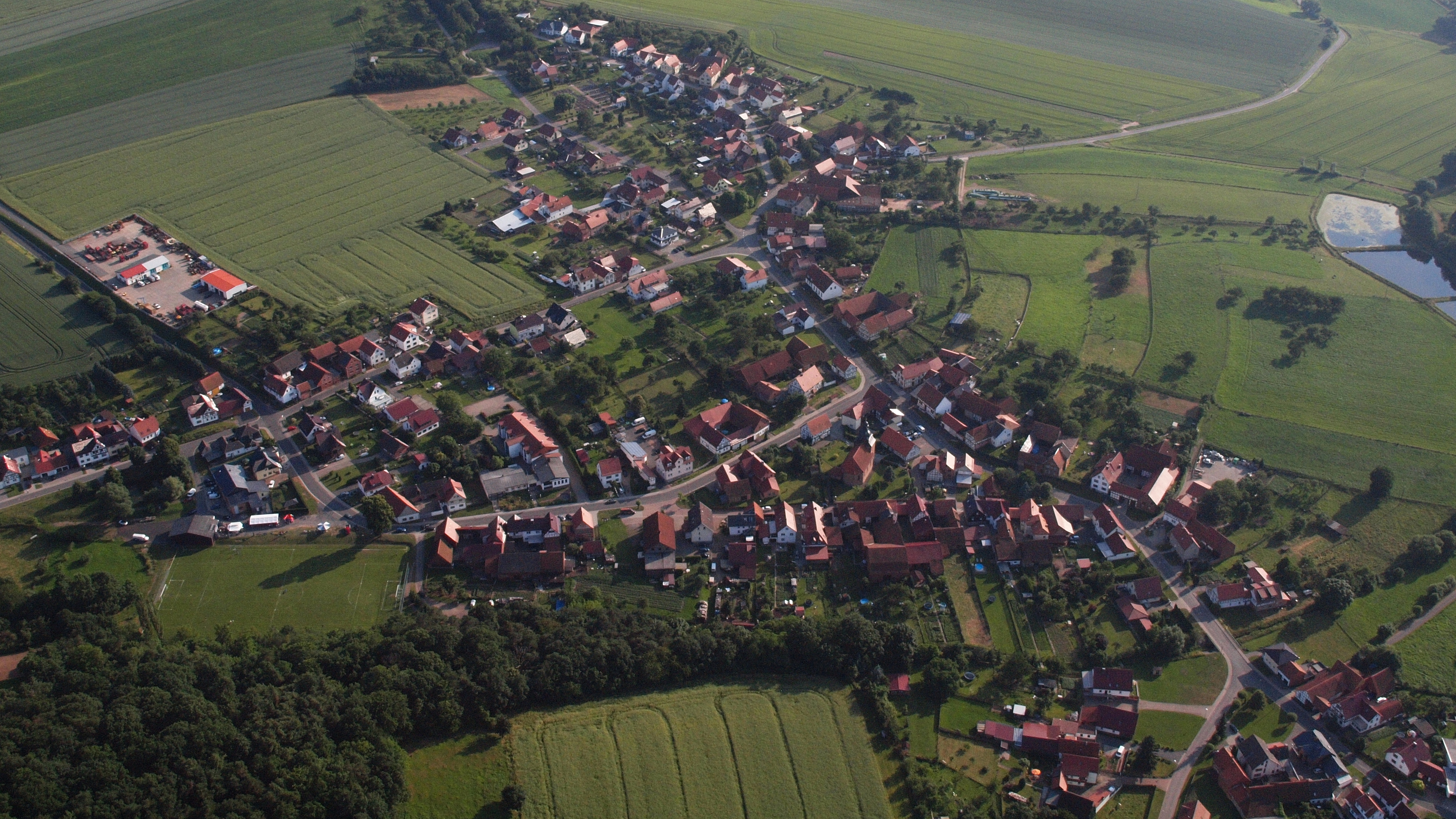
Neuendorf
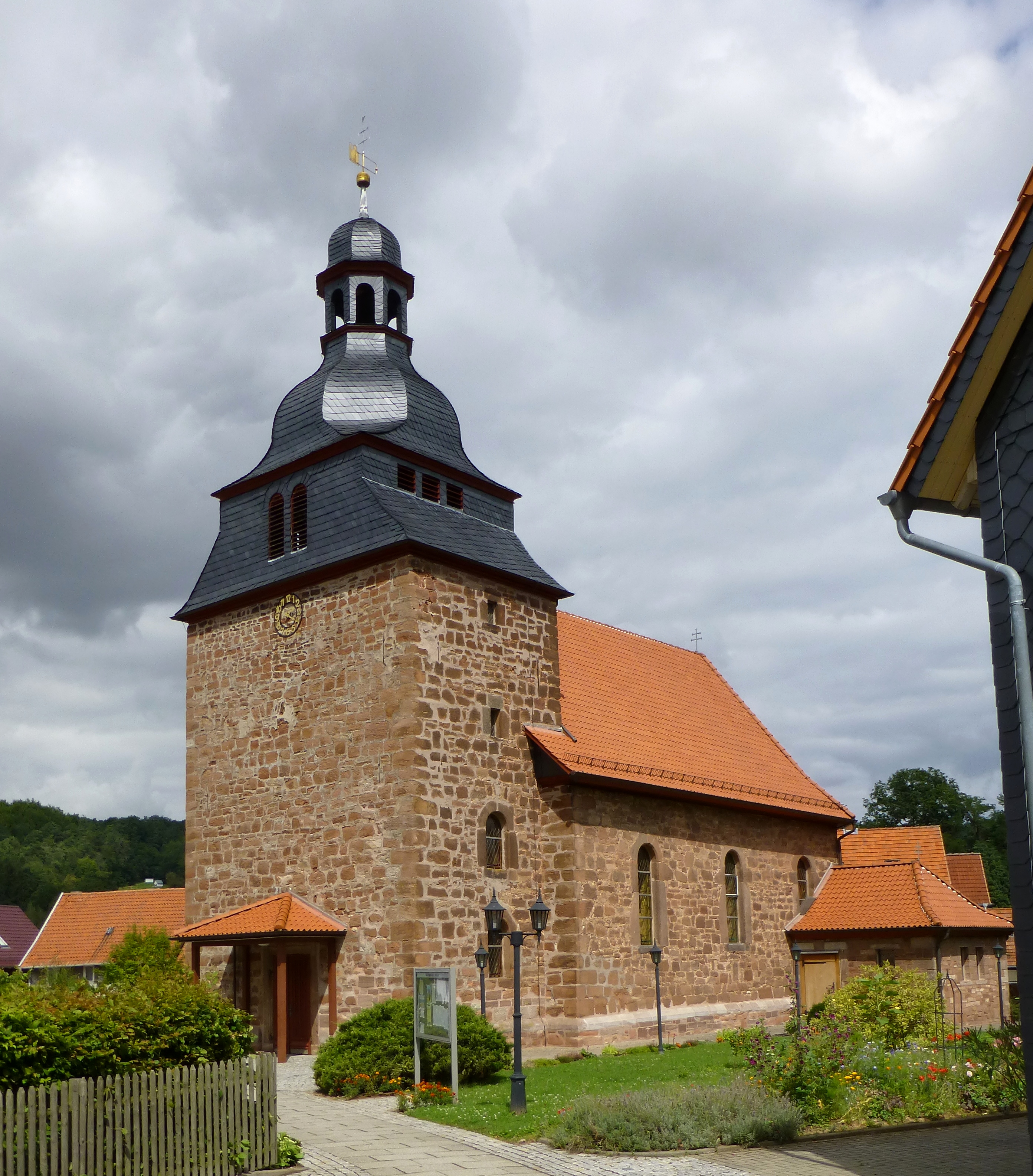
Kerk van St Nikolaus